# Mace (azienda)
Mace Group Ltd, o comunemente Mace, è un'azienda edile e di consulenza mondiale con sede a Londra (Regno Unito) fondata nel 1990.
Opera in 65 paesi, offrendo una varietà di servizi che spaziano nell'intero ciclo di vita di una proprietà immobiliare, dal monitoraggio di fondi, costi di consulenza, gestione del progetto, attraverso la pre-costruzione, costruzione, messa in opera e gestione della struttura.
I più grandi progetti che hanno coinvolto Mace sono: il London Eye completato nel 2000, il Venetian a Macao completato nel 2007 e lo Shard London Bridge che è stato completato nel 2012.

## Storia
L'azienda è stata fondata da un gruppo di professionisti dell'edilizia e dell'architettura, guidati da Ian Macpherson, che ha lasciato Bovis nel 1990 sperando di introdurre nuovi modi più collaborativi di lavorare nel settore delle costruzioni tradizionalmente combattivo.
Il team di avvio di Mace ha ottenuto la sua prima pausa nel 1997 quando ha battuto Bovis ed è stato nominato responsabile del progetto e della costruzione della sede British Airways Waterside a Heathrow.
Mace è stata rinominata nel 2008, diventando Mace Group, ampliando la sua offerta di servizi, spaziando tra servizi di consulenza e costruzione lungo l'intero ciclo di vita della proprietà.